# Ghiacciaio inferiore dell'Aar

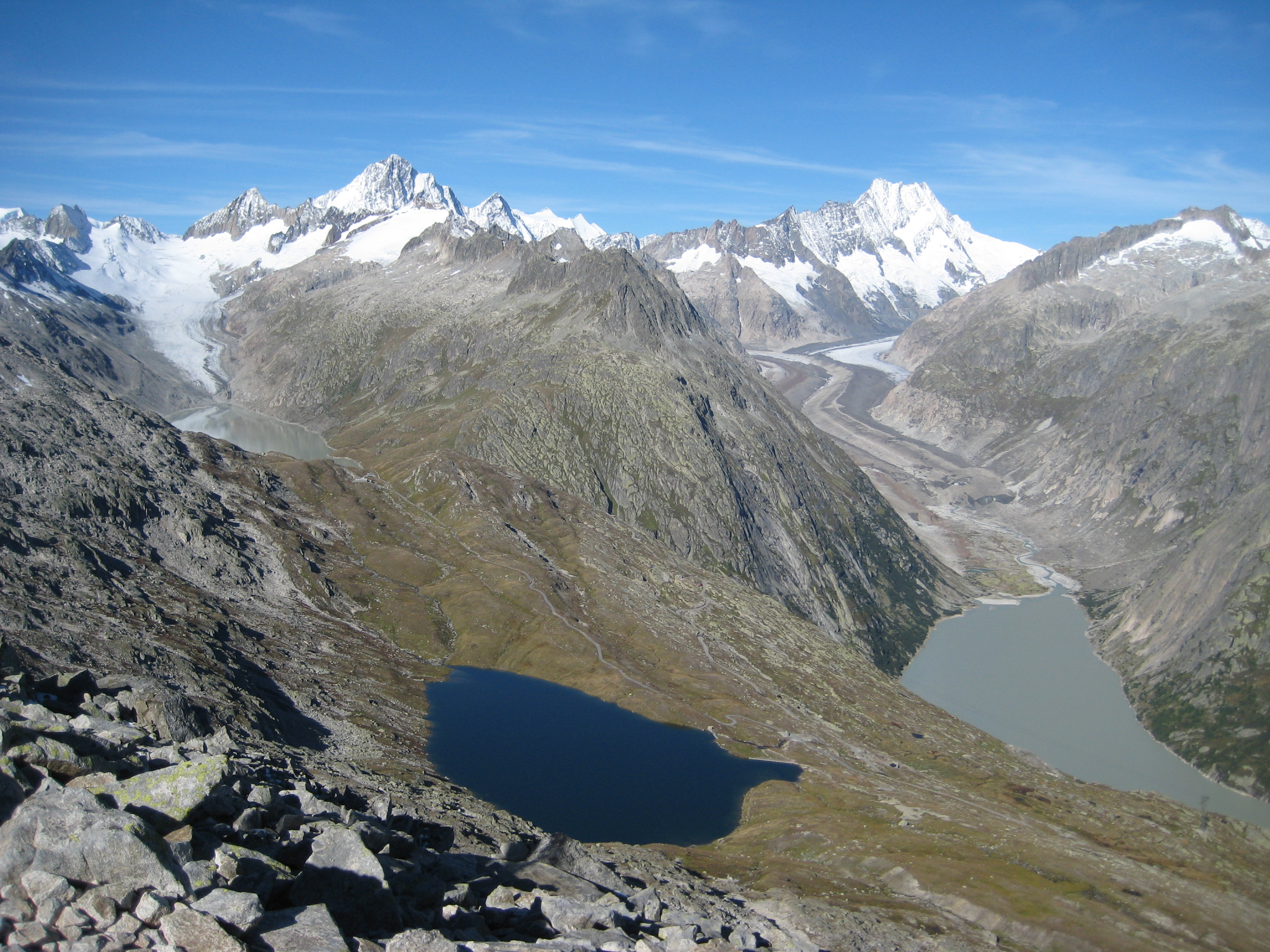
Il ghiacciaio superiore dell'Aar (in fondo a sinistra) termina 400 m più in alto del ghiacciaio inferiore dell'Aar (a destra). Il laghetto azzurro in primo piano è chiamato Triebtenseewli.

Il ghiacciaio inferiore dell'Aar (in tedesco Unteraargletscher) è un ghiacciaio alpino che si trova nelle Alpi bernesi nel canton Berna in Svizzera.

## Descrizione
È il più grande dei due ghiacciai che sono all'origine del fiume Aar, essendo l'altro il ghiacciaio superiore dell'Aar, formato dall'unione dei ghiacciai di Finsteraar (ai piedi del Finsteraarhorn) e del Lauteraar (presso il Lauteraarhorn) ed esteso per circa 6 chilometri verso est in direzione del passo del Grimsel prima di terminare nel lago di Grimsel.

## Variazioni frontali recenti
Dopo 1850, il ghiacciaio si è ritirato di 2,3 km e la superficie è diminuita di 10,7 km².

Evoluzione del ghiacciaio in metri (1881-2002).
In verde, le differenze di lunghezza cumulative. In rosso, le variazioni di lunghezza annuali.

## Galleria d'immagini

Immagini storiche
1853
1895
1936
1955
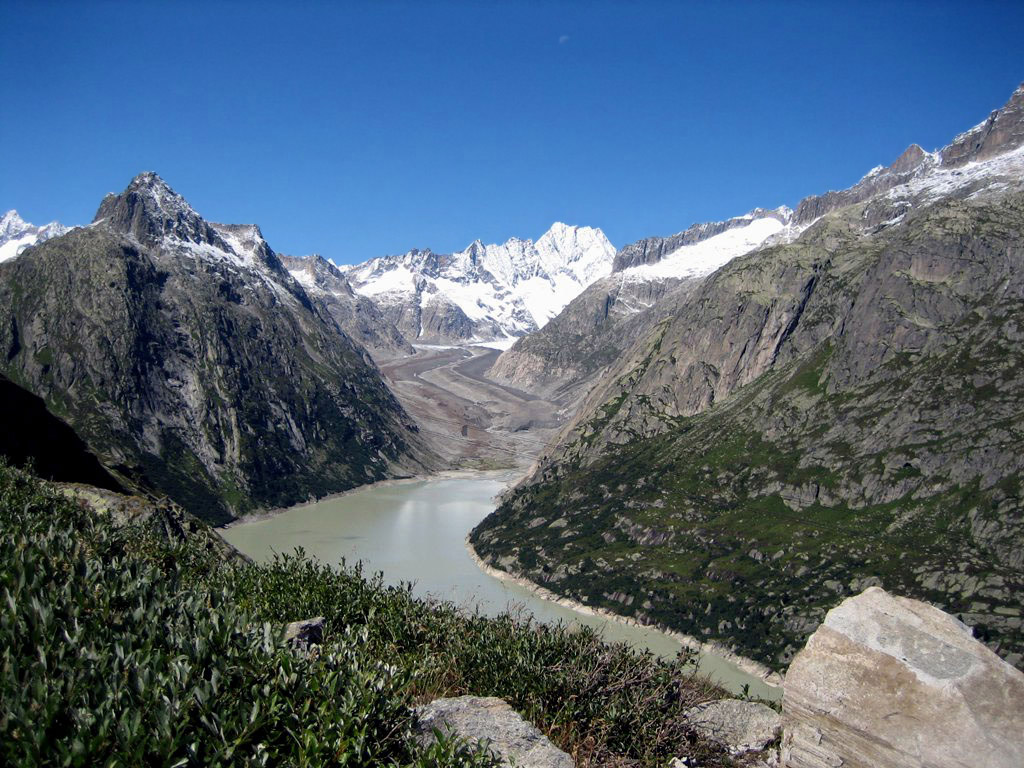
2006
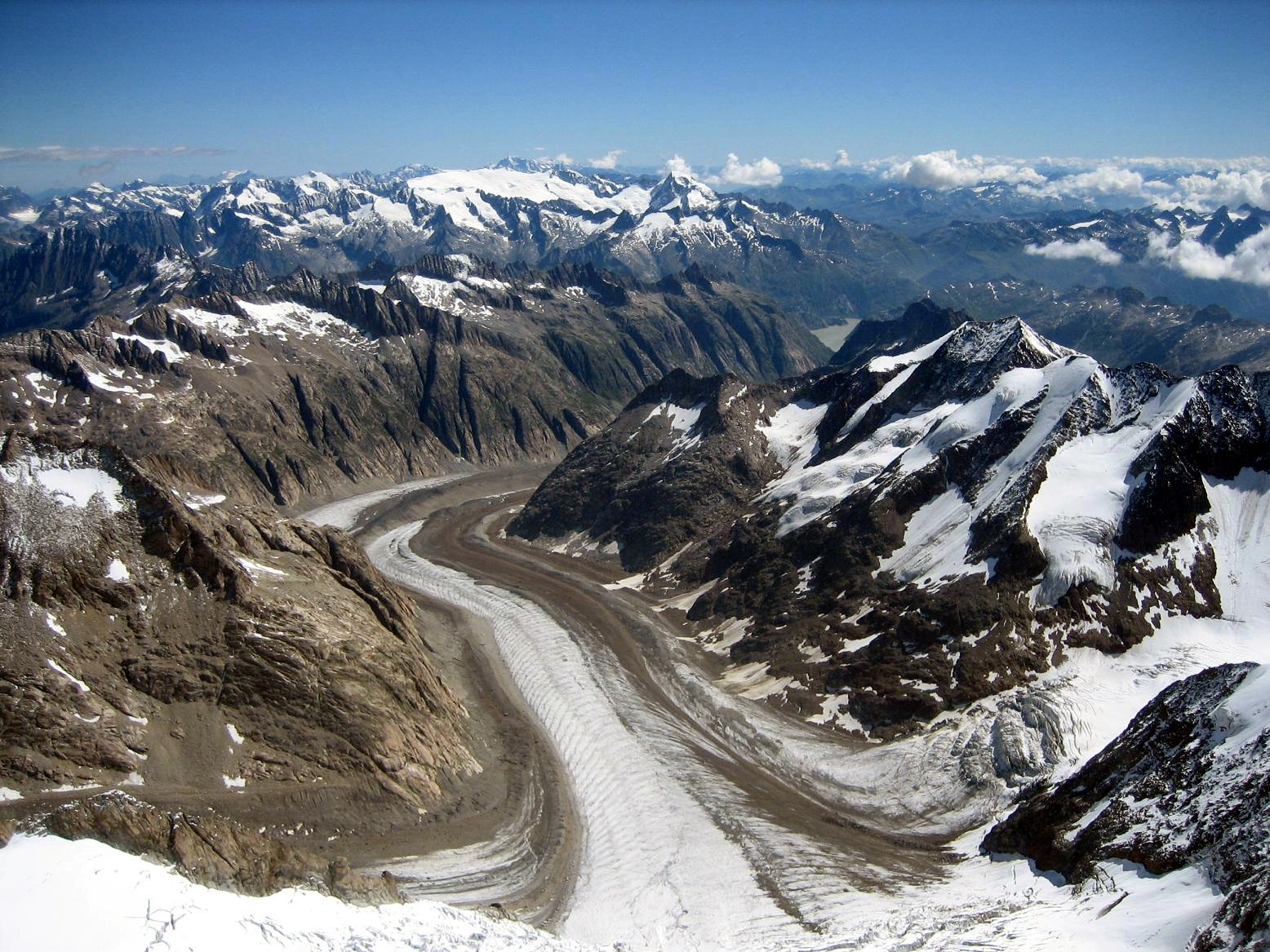
2010